# オルモック湾

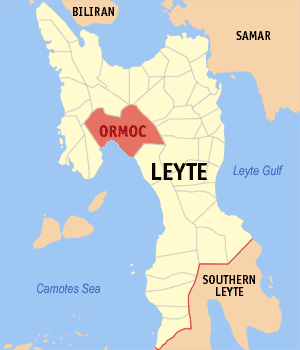
レイテ島におけるオルモックの位置。南から入っている湾がオルモック湾

オルモック湾（英語: Ormoc bay）は、フィリピン中部ビサヤ諸島のレイテ島の北西にある湾である。セブ島との間のカモテス海から北に食い込んだ入り江である。湾の奥にはオルモックの街がありアニラオ川が流れ込む。この港から米のほかプランテーションで栽培されているコプラ、砂糖などが積み出される。
第二次世界大戦（太平洋戦争）中、レイテ島は米軍と日本軍の激しい戦い（レイテ島の戦い）の舞台となった。日本軍はルソン島からレイテ島へ物資や部隊を補給する多号作戦を数次にわたって行い、多数の艦船や輸送艦を拠点となっていたオルモック湾に移動させたが、米軍艦船や航空機による攻撃で著しい損失を出し、多くの船がオルモック湾に沈没した（オルモック湾海戦、1944年11月11日 - 12月21日）。